# Porządek architektoniczny

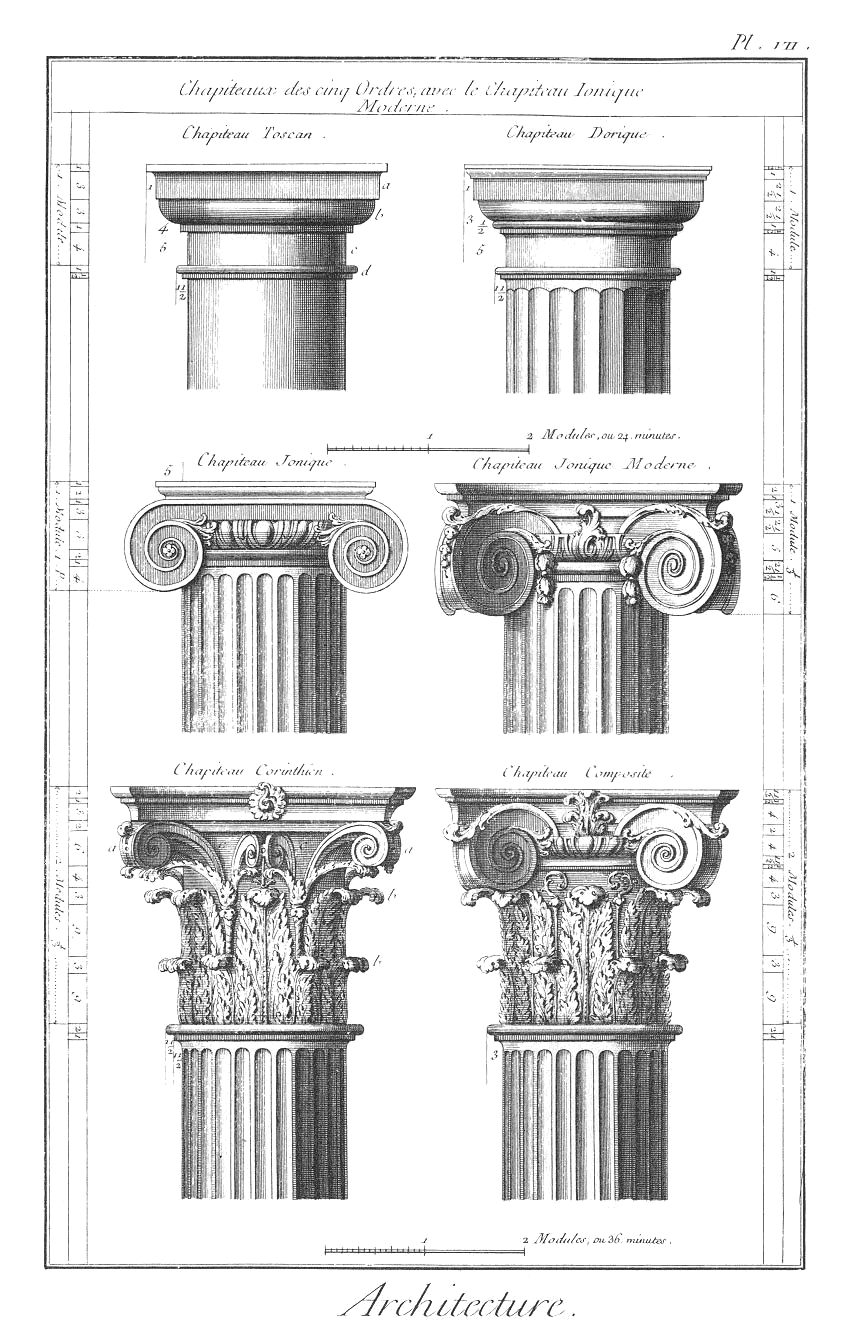
Ilustracja porządków architektonicznych w Encyclopédie

Porządek architektoniczny – system konstrukcyjno-dekoracyjny, którego elementy, o określonym kształcie i sposobie dekoracji, są powiązane określonymi proporcjami obliczanymi za pomocą modułów. Porządek obejmuje podporę (kolumna z bazą, trzonem i głowicą) oraz belkowanie. Najbardziej wyróżniającym elementem każdego porządku jest głowica.
Podstawowe porządki architektoniczne wykształciły się w starożytności, w kręgu kultury klasycznej. W końcu VII wieku p.n.e. ustaliły się w Grecji zasady porządku doryckiego (prawdopodobnie najstarszy) i jońskiego (wywodzi się z Azji Mniejszej). Oprócz nich wyróżnia się następujące porządki:
- koryncki – trzeci po doryckim i jońskim klasyczny porządek grecki, wynaleziony w Atenach w V wieku p.n.e.,
- toskański – najprostszy, prawdopodobnie wywodzi się ze świątyń etruskich,
- kompozytowy – wynalazek rzymski, połączenie porządku jońskiego i korynckiego,

Teoretyczną podstawę dla porządków antycznych (dorycki, joński, koryncki i toskański) stanowi traktat rzymskiego architekta Witruwiusza De architectura libri decem. W dziele Witruwiusza nie zachowały się rysunki, dlatego źródłami do poznawania lub projektowania porządków klasycznych są nowożytne dzieła Albertiego, Vignoli i Palladia. Dziesięć ksiąg o sprawach budownictwa Albertiego zostało wprost oparte na dziele Witruwiusza.
W odrodzeniu zasady architektury porządkowej rozpowszechniły liczne traktaty. Od starożytnych przejęto też wtedy tak zwaną charakterologiczną teorię porządków, która wiązała poszczególne z nich z rodzajami ludzkimi (dorycki – męski, joński – żeński, koryncki – dziewczęcy), usposobieniami, bóstwami oraz uzależniała wybór porządku od przeznaczenia budowli.
W manieryzmie chętnie stosowano zamiast kolumn kariatydy. W tak zwanym porządku perskim używano podpór w formie niewolników (persów).
Wielki porządek – stosowany w architekturze nowożytnej, kolumny lub pilastry przechodziły przez wszystkie kondygnacje budynku (minimum dwie).
Mały porządek – kolumny lub pilastry są wysokości jednej kondygnacji, lub na każdej kondygnacji osobno.
Porządek spiętrzony – stosowany w budowlach kilkukondygnacyjnych, w których na każdej kondygnacji występuje inny porządek mały, z zastosowaniem reguły "im wyżej tym lżej" – czyli najniżej porządek "najcięższy" – toskański, wyżej dorycki, joński, koryncki, a na samym szczycie kompozytowy.